# أنغشتة (بردسرة)
أنغشتة (بالفارسية: انگشته) هي مستوطنة تقع في إيران في قسم بردسرة الريفي. يقدر عدد سكانها بـ 410 نسمة .